# جيرارد بيكر
جيرارد بيكر (بالإنجليزية: Gerard Baker)‏ هو صحفي وكاتب العمود بريطاني، ولد في 2000.